# Chandanadur, Gauribidanur
Chandanadur là một làng thuộc tehsil Gauribidanur, huyện Kolar, bang Karnataka, Ấn Độ.